# Jules-François Blondel
Jules-François Blondel (* 28. Juli 1887 in Arras; † 28. Januar 1975 in Neuilly-sur-Seine) war ein französischer Diplomat.

## Leben
Jules-François Blondel war der Sohn von Julie Daquin und des Industriellen Henri Blondel. 1913 trat er in den Auswärtigen Dienst ein und wurde Attaché in Sankt Petersburg. Von 1914 bis 1915 und von 1919 bis 1921 war er an der Botschaft in London beschäftigt. Von 1916 bis 1918 arbeitete er an der Botschaft in Washington, D.C. und vom August 1921 bis zum 4. September 1923 war er Geschäftsträger in Mexiko-Stadt. 1924 war er Gesandtschaftsrat im alliierten Hochkommissariat in Konstantinopel. Von 1925 bis 1928 war er Gesandtschaftsrat in Athen und von 1928 bis 1934 Gesandtschaftsrat in Buenos Aires. In Rom war er 1935 Gesandtschaftsrat und von 1936 bis 1938 Ministre plénipotentiaire. 1939 war er Gesandter in Dublin und 1940 Gesandter in Sofia. 1942 war er Direktor der Forces françaises libres in London und deren Vertreter bei den Exilregierungen von Griechenland und Jugoslawien. Von 1943 bis 1944 war er Botschafter in Rio de Janeiro und von 1945 bis 1950 Botschafter in Oslo. 1950 war er Mitglied der französischen Delegation beim UN-Hauptquartier. 1952 wurde er in den Ruhestand versetzt.
| Vorgänger                       | Amt                                               | Nachfolger                      |
| ------------------------------- | ------------------------------------------------- | ------------------------------- |
| Ernest Lagarde                  | Französischer Gesandter in Mexiko-Stadt 1921–1923 | Félix Tellier                   |
| Charles de Chambrun (1875–1952) | Französischer Botschafter in Italien 1936–1938    | André François-Poncet           |
| Jules Guerlet                   | Französischer Botschafter in Irland 1938–1940     | Marie-François de Laforcade     |
| René Ristelhueber               | Französischer Botschafter in Bulgarien 1940       | Georges Hateau                  |
| Auguste Gérard                  | Französischer Botschafter in Brasilien 1943–1944  | François d’Astier de La Vigerie |
| Jacques-Émile Paris             | Französischer Botschafter in Norwegen 1945–1950   | Louis de Monicault              |